# Obinna Oleka
Obinna "Obie" Oleka (Washington D. C., 4 de noviembre de 1993) es un baloncestista estadounidense de ascendencia nigeriana. Con 2,03 metros de estatura juega en la posición de ala-pívot. Actualmente forma parte de la plantilla del BC Beroe de Liga de Baloncesto de Bulgaria.

## Trayectoria deportiva

### Universidad
En su primera temporada como universitario jugó cinco partidos en el Community College de Manatee, en los que promedió 25,6 puntos y 13,6 rebotes por partido. De ahí pasó al año siguiente al Cecil Community College de North East (Maryland), donde no jugó en toda la temporada.
En 2015 fue transferido a los Sun Devils de la Universidad Estatal de Arizona, donde jugó dos temporadas en las que promedió 11,1 puntos y 8,0 rebotes  por partido.

### Profesional
Tras no ser elegido en el Draft de la NBA de 2017, en el mes de julio firmó su primer contrato profesional con el New Basket Brindisi de la Serie A italiana.
En octubre de 2018 llegó a Argentina para jugar en Argentino de Junín en el Torneo Súper 20 y en la Liga Nacional de esa temporada, pero antes del comienzo de La Liga el jugador fue cortado por el equipo por decisiones deportivas.